# 杨家集镇
杨家集乡，是中华人民共和国河南省驻马店市泌阳县下辖的一个乡镇级行政单位。

## 行政区划
杨家集乡下辖以下地区：
杨集村、董庄村、郭庄村、孟岗村、晁庄村、沔阳郭村、大禹村、大徐村、二铺村、华岗村、张铺村、王稳村、汪庄村和郑庄村。